# ۱۰ دلاور سانادا

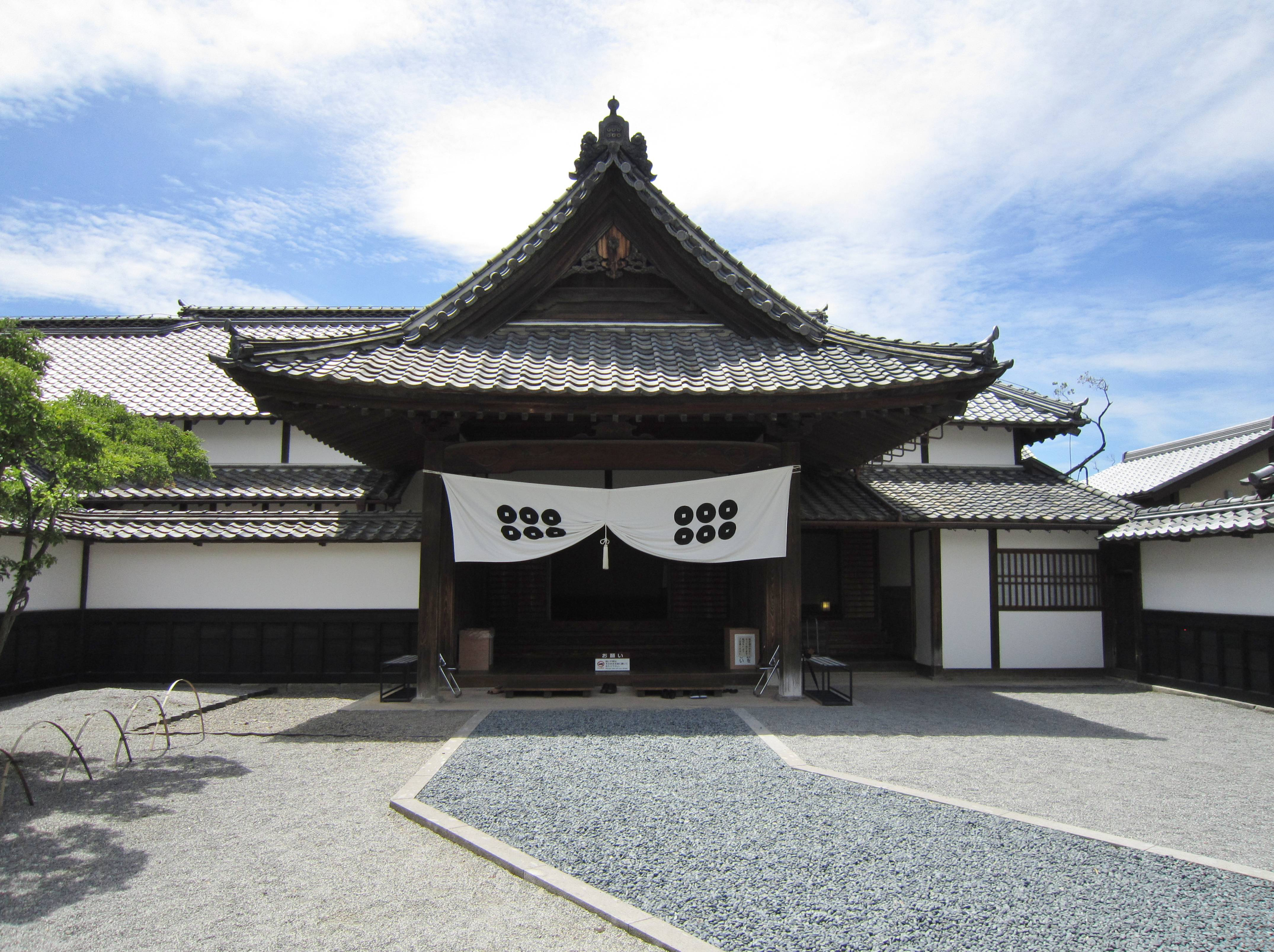
محل زندگی ۱۰ دلاور سانادا

۱۰ دلاور سانادا (به ژاپنی: 真田十勇士 Sanada Jūyūshi) به گروهی از شخصیت‌های داستانی گفته می‌شود که در اواخر
دوره سنگوکو، دوره آزوچی–مومویاما و اوایل دوره ادو به سانادا یوکیمورا قهرمان نامی ژاپنی یاری رساندند. این گروه از نینجاها برای اولین بار در رمان سانادا سانداایکی یکی از نویسندگان دوره ادو خلق و ظاهر شدند. شخصیت برخی از این نینجاها ریشه در تاریخ دارد.

## ۱۰ دلاور
- Sarutobi Sasuke (猿飛 佐助؟) (احتمالاً الگو گرفته از Kouzuki Sasuke (上月佐助؟))
- Kirigakure Saizō (霧隠 才蔵؟) (احتمالاً الگو گرفته از Kirigakure Shikauemon (霧隠鹿右衛門؟))
- ۱۰ دلاور سانادا (三好 清海؟) (احتمالاً الگو گرفته از Miyoshi Masayasu (三好政康؟))
- ۱۰ دلاور سانادا (三好 伊三؟) (احتمالاً الگو گرفته از Miyoshi Masakatsu (三好政勝؟))
- ۱۰ دلاور سانادا (穴山 小助؟)
- ۱۰ دلاور سانادا (海野 六郎؟) (احتمالاً الگو گرفته از Unno Rokurōbee (海野六郎兵衛؟))
- ۱۰ دلاور سانادا (筧 十蔵؟) (احتمالاً الگو گرفته از Kakei Jūbee (筧十兵衛؟))
- ۱۰ دلاور سانادا (根津 甚八؟) (احتمالاً الگو گرفته از Nezu Koroku (禰津小六؟) و/یا Azai Iyori (浅井井頼؟))
- ۱۰ دلاور سانادا (望月 六郎؟)
- ۱۰ دلاور سانادا (由利 鎌之助؟) (احتمالاً الگو گرفته از Mochizuki Uemon (望月宇右衛門؟)/Mochizuki Jinzaemon (望月甚左衛門؟)/Mochizuki Uhee (望月卯兵衛؟)/Mochizuki Usabuemon Yukitada (望月卯左衛門幸忠؟))